# Ахмерово (Аургазинський район)
Ахме́рово (рос. Ахмерово, башк. Әхмәр) — присілок у складі Аургазинського району Башкортостану, Росія. Входить до складу Ішлинської сільської ради.
Населення — 67 осіб (2010; 91 в 2002).
Національний склад:
- татари — 89%